# Тамара Бучучану
Тамара Бучучану-Ботез (на румънски: Tamara Buciuceanu-Botez) е известна румънска театрална и филмова актриса, телевизионна звезда.
Тя е сред най-успешните румънски актриси от 1960 до 2000 г. Работи в театър „Одеон“. Известна е с филмите Liceeni (1986), Liceenii Rock 'n' Roll (1992), „Тиха сватба“ (2008), „Всички в нашето семейство“ (2012).

## Биография
Тамара Бучучану е родена на 10 август 1929 г. в Бендери, Кралство Румъния, днес в Молдова.
Между 1948 и 1951 г. учи в Театралния институт „Василе Александри“ в Яш. На четвъртата година от обучението си се прехвърля в Букурещ в Института за театрално изкуство (сега Национален университет за театър и кино „Йон Караджале“). Обучавали са я професорите Николае Бълцъцеану и Сорана Короамъ-Станка. Завършва през 1952 г.
Бучучану-Ботез е една от най-успешните румънски актриси от втората половина на 20. век. Снимала се е в много румънски филми.
На 23 октомври 2004 на церемония в замъка Пелеш в град Синая, тя е удостоена с орден „Корона на Румъния“, 4 степен (офицер). Получава ордена лично от ръцете на крал Михай I и принцеса Маргарита.
През 1962 г. Тамара Бучучану-Ботез се омъжва за анестезиолога Александру Ботез, но двамата нямат деца.
В нейна чест през 2014 г. е пусната в обращение пощенска марка в Румъния.

## Избрана филмография

### Като актриса
- Titanic vals (1964)
- Anecdota (1972) – тв филм
- Scorpia (1973) – тв филм
- Vegetarian (1973)
- La spațiul locativ (1975) – тв филм
- Doctor fără voie (1976) – тв филм
- Ma-ma (1976)
- Ultimele zile ale verii (1976)
- Domnișoara Nastasia (1976) – тв филм
- Premiera (1976)
- Serenadă pentru etajul XII (1976)
- Toate pînzele sus (тв сериал, 1977) – еп. 2, 12
- Vis de ianuarie (1978)
- Melodii, melodii (1978)
- Ion: Blestemul pământului, blestemul iubirii (1979), като Maria Herdelea
- Cântec pentru fiul meu (1980)
- Alo, aterizează străbunica!... (1981)
- De ce trag clopotele, Mitică? (1981)
- Grăbește-te încet (1981)
- Înghițitorul de săbii (1981)
- Șantaj (1981)
- Prea tineri pentru riduri (1982)
- Chirita in provincie (1982) – тв театър
- Sfantul Mitica Blajinu (1982) – тв театър
- Bocet vesel (1983)
- Declarație de dragoste (1985), като Isoscel
- Cuibul de viespi (1986) – филмова адаптация на пиесата „Gaitele“
- Liceenii (1986), като Isoscel
- Primăvara bobocilor (1987), като Varvara
- Punct și de la capăt (1987)
- Extemporal la dirigenție (1988), като Isoscel
- Dimineața pierdută (1990) – тв театър
- Liceenii Rock'n'Roll (1991), като Isoscel
- Titanic vals (1993) – тв филм
- Liceenii în alertă (1993), като Isoscel
- Paradisul în direct (1994)
- Дублаж в анимационния сериал „Патешки истории“, като г-жа Betina Beakley, оригиналният глас е на Джоан Гербер (1996)
- Sexy Harem Ada-Kaleh (2001)
- Agenția matrimonială (2005) – тв сериал
- Cuscrele (2005) – тв сериал
- Nunta mută (2008)
- Toată lumea din familia noastră (2012)

### Дублаж
- Prințesa și Broscoiul: Mama Odie
- Rio 2: mătușa Mimi